# Convento de Nossa Senhora da Assunção (Faro)
O Convento de Nossa Senhora da Assunção, igualmente conhecido como Convento das Freiras, é um notável edifício quinhentista situado na Praça D. Afonso III, "cidade velha" (Vila-Adentro), na cidade de Faro, em Portugal. Encontra-se classificado como Monumento Nacional (Decreto n.º 37 077, DG, I Série, n.º 228, de 29-09-1948 ). O convento foi construído na primeira metade do século XVI, pertencendo então a uma comunidade franciscana que seguia a ordem de Santa Clara. No século XIX entrou num profundo período de declínio, tendo sido abandonado na sequência do processo de extinção das ordens religiosas e vendido em hasta pública, com a instalação de uma fábrica nas suas instalações. Na década de 1960 foi alvo de grandes obras de restauro, e em 1973 foi parcialmente convertido num museu.

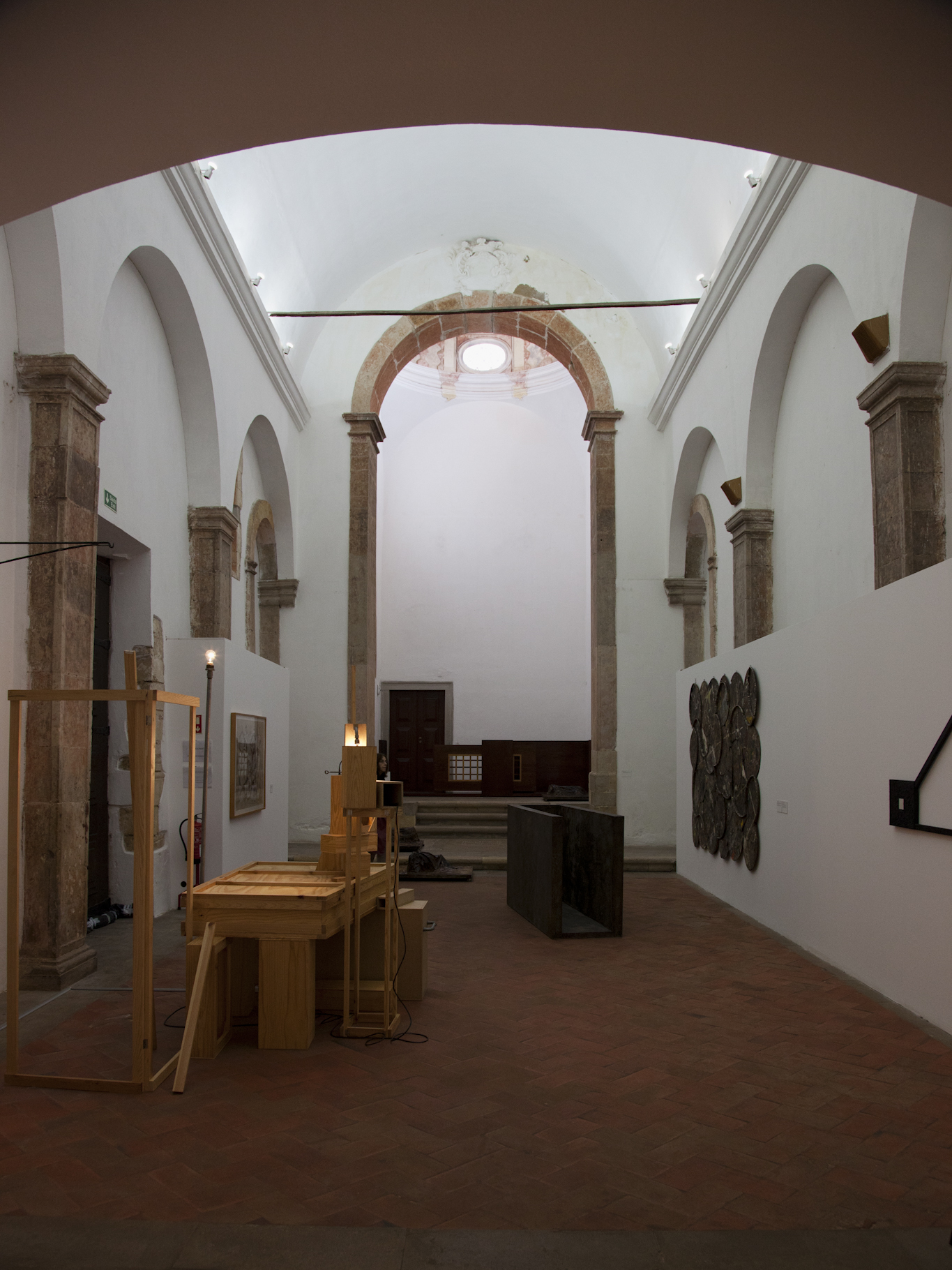
Exposição temporária instalada na antiga igreja.

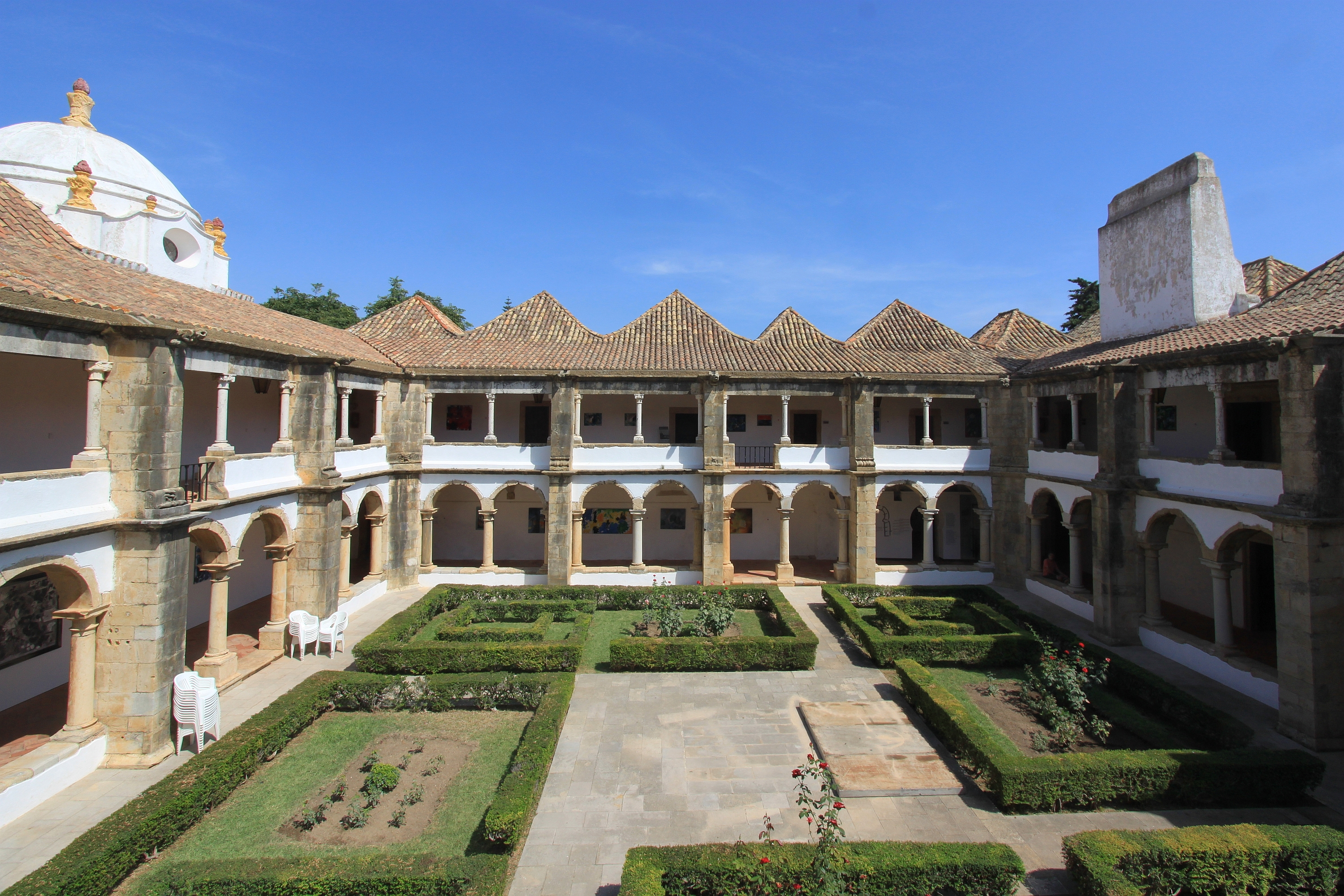
Vista geral do Claustro.

## Descrição

### Localização e composição
O imóvel situa-se no Largo D. Afonso III, tendo igualmente frentes para as ruas do Castelo e do Repouso. Integra-se na área conhecida como Vila-Adentro, nas imediações de uma das entradas daquele recinto, a Porta do Repouso.
O complexo é composto pela igreja, claustro, dependências e cerca.

### Claustro
Um dos elementos de maior interesse no convento é o seu claustro, de configuração renascentista, sendo muito semelhante aos do Colégio Universitário de Coimbra, do mosteiro da Penha Longa e da Hospedaria do Convento de Cristo em Tomar, em termos de tipologia das colunas, estrutura e organização. Com efeito, o claustro integra-se num estilo conhecido como Coimbrão, possuindo dois pisos, contrafortes salientes terminando em gárgulas zoomórficas de decoração minimalista, e arcadas de arquitrave no primeiro e andar e de volta inteira no rés-do-chão. Tem quatro alas, dando acesso a várias dependências.

### Igreja
A igreja é de planta longitudinal, e está organizada numa só nave com cobertura em abóbada de canhão, com uma capela-mor de planta quadrangular coberta por cúpula com coros-alto e baixo, e uma entrada lateral. O edifício integra-se em geral no estilo manuelino, com uma cúpula barroca. O portal principal ostenta pilastras coríntias sobre plintos, e uma cornija rematada por um brasão com a insígnia da rainha fundadora, enquanto que a porta lateral apresenta um pórtico renascentista. Destaca-se igualmente o janelão na capela-mor, da autoria de Diogo Pires, que foi mestre-de-obras da Rainha D. Catarina em Faro.
No convento predomina o estilo renascentista, com elementos manuelinos e barrocos. A planta do convento integra quatro corpos, dispostos em torno do claustro, de secção quadrangular. A igreja encontra-se anexa à ala poente; possui porta travessa, como era regra nos conventos femininos. É coberta por abóbada de berço, sendo a capela-mor quadrangular rematada por cúpula pintada com motivos vegetalistas. Destaque-se o claustro, de Afonso Pires, um dos primeiros onde foi empregue uma tipologia claustral a partir de então muito difundida em território português (a sua edificação ocorreu praticamente em simultâneo com a dos claustros renascentistas de João de Castilho no Convento de Cristo). Segundo Vítor Serrão, "esta obra testemunha a penetração possível do figurino clássico na faixa meridional da metrópole", apresentando dois pisos com quatro pares de arcadas geminadas no piso inferior, "quatro vãos delimitados por verga recta no andar nobre, e com grossos contrafortes flanqueando estas secções, bem como os típicos ângulos cortados".

### Museu e outras funções
O acervo do museu inclui um rico conjunto de materiais islâmicos, como lápides epigrafadas, e várias peças encontradas em escavações no centro histórico de Faro. Na Sala Islâmica, estão expostos diveros utensílios relativos às tarefas domésticas.
Além do museu em si, o edifício do antigo convento também é utilizado como espaço para eventos e exposições de arte, tendo por exemplo albergado, em Dezembro de 2012, um conjunto de actividades por parte da comunidade moldava, por ocasião da visita do conselheiro do Primeiro-ministro da República da Moldávia. Nesse ano também foi ali organizada uma mostra evocativa em homenagem ao cineaste Fernando Lopes, e a exposição Nanokubismus, de Rita Adolff-Wollfarth.

## História

### Antecedentes
De acordo com os vestígios encontrados no local, a área onde se encontra o convento foi habitada pelo menos desde o período romano, tendo sido identificadas ruínas de cetárias. Antes da construção do convento, este local foi ocupado pela judiaria de Faro até 1497, quando foi abandonada pelos seus habitantes.

### Fundação e primeiros anos
O convento foi fundado para alojar uma comunidade franciscana, que seguia a ordem de Santa Clara, que foi introduzida em Faro por duas irmãs clarissas de Beja, conhecidas como Maria das Chagas e Leonor da Trindade, que foram responsáveis pelos trabalhos preparatórios para a instalação da casa conventual. O conjunto do convento foi edificado em diversas fases, tendo a primeira, de 1519 a 1525, sido promovida pela rainha D. Leonor, esposa de D. Manuel I, enquanto que as segunda e terceira fases, de 1529 a 1550, foram já executadas durante o reinado de D. Catarina, esposa de D. João III. Durante o período manuelino foram instaladas as alas setentrional, correspondendo à igreja, e oriental, relativa à Sala do Capítulo, ambas no piso térreo, enquanto que no primeiro andar foi construído o dormitório.
As obras foram paralisadas na sequência da morte de D. Leonor, só tendo reiniciado com a subida ao trono de D. Catarina, que lhes deu um grande impulso, ficando por esse motivo conhecida como a Fundadora. Com efeito, foi durante as décadas de 1630 e 1640 que se acentuou consideravelmente o ritmo das obras, sob a coordenação de Afonso Pires, tendo então sido terminados o corpo da igreja e o seu portal principal, datado de 1539, a enfermaria, em 1545, e o claustro, em 1548. Em 1561, durante a terceira fase, já sob a coordenação de Diogo Pires, foram construídos um alpendre para o portal da igreja e os arcos de reforço no seu interior, e rasgada uma janela na capela-mor. Foi também durante esta fase que foram concluídas a cerca e a portaria, tendo as obras do convento sido oficialmente terminadas em 1564.
O convento foi considerado pelo historiador José Eduardo Horta Correia como uma das obras mais importantes daquele período, durante o qual se assistiu a uma fase de renovação da arquitectura regional, onde se evidenciaram as influências renascentistas. Esta situação é principalmente visível no claustro, onde devido às suas proporções e uso das ordens, se pode constatar a utilização das novas tendências espaciais e estético-construtivas clássicas, de influência italiana.
A construção prolongou-se por mais de quarenta anos, com o patrocínio régio das Rainhas D. Leonor Donatária da Cidade e mulher de D. Manuel I (1519-1525) e da Rainha D. Catarina, mulher de D. João III (1529-1550). A fase mais ativa do estaleiro teve como arquiteto/mestre pedreiro Afonso Pires e, de 1561 a 1564, esteve sob as ordens de Diogo Pires. As obras de construção do convento foram oficialmente concluídas em 1550.
Devido a fatores de diversa ordem (humanos e naturais), entre os séculos XVI e XVIII o convento foi alvo de várias obras de reconstrução. A invasão inglesa da cidade de Faro em 1596 (no período da Dinastia filipina), obrigou a reparações na cerca, nas alas do convento e nos elementos de madeira (chão e teto). Data da primeira década do século XVIII a porta de acesso ao primeiro andar (1727) e a pavimentação da primeira sala da portaria (1731-31). Por último, os danos causados pelo terramoto de 1755 ditaram a edificação da nova cúpula da capela-mor, do arco triunfal da capela-mor rematado por brasão com decoração rococó, da cobertura da nave da igreja e dos semi-arcos laterais destinados aos retábulos. O sismo provocou a queda da igreja e de parte dos dormitórios.

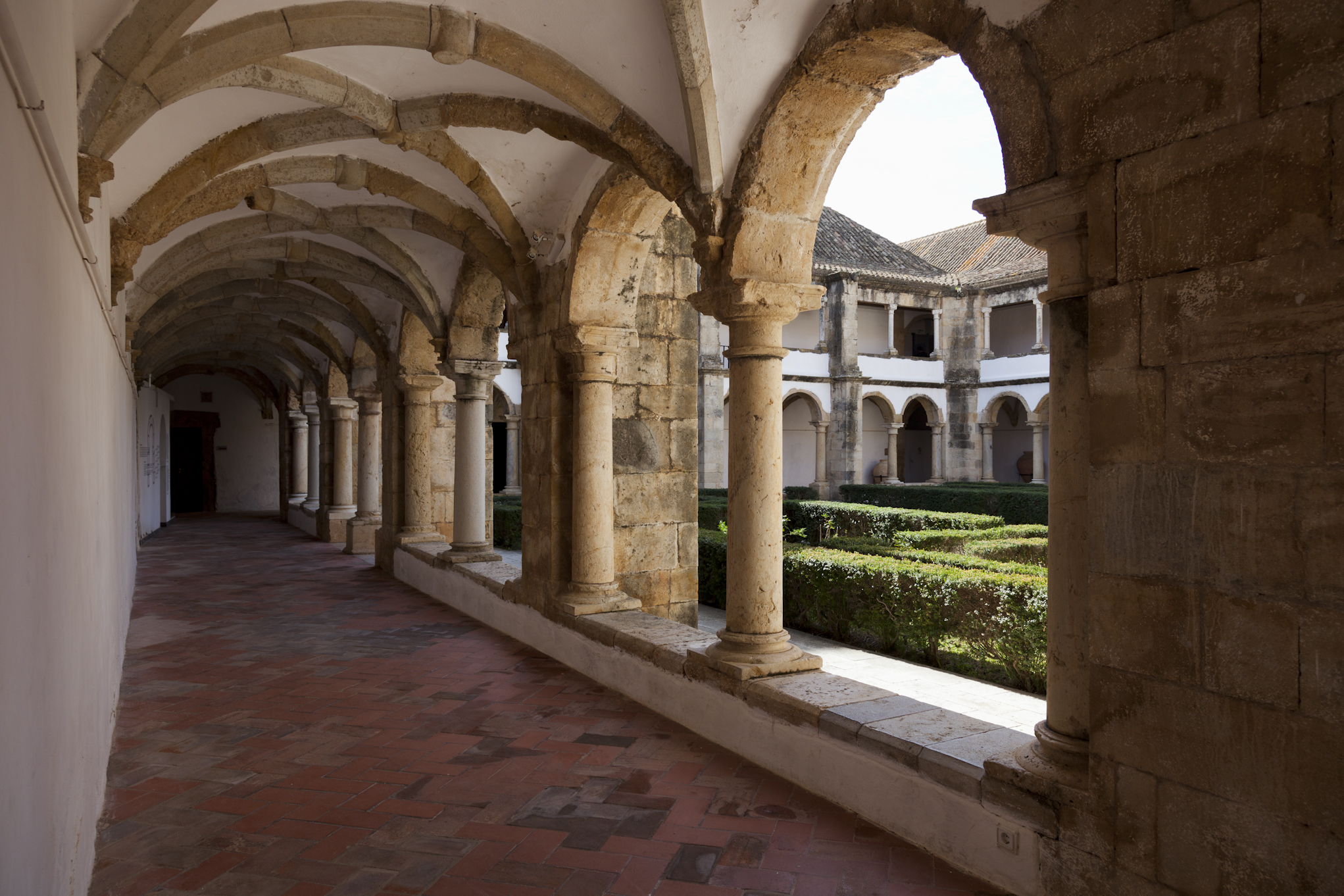
Piso térreo do claustro.

### Séculos XIX e XX
O convento foi abandonado na sequência do processo de Extinção das ordens religiosas, em 1834 tendo as freiras sido realojadas em Tavira. A propriedade passou então para a Fazenda Nacional, que a vendeu em parcelas a vários particulares até 1844. Em 1900, Abrahão Amram instalou uma fábrica de tratamento de cortiça no espaço do antigo convento.
Foi classificado como Monumento Nacional em 1948, e na década de 1960 foi alvo de obras de restauro por parte da Direcção-Geral dos Edifícios e Monumentos Nacionais, que incluíram a recuperação do claustro em 1964. Em 19 de Fevereiro de 1959, o jornal Correio do Sul noticiou que numa reunião do conselho municipal de Faro tinha-se anunciado a intenção de adquirir o edifício do convento, para ali albergar os museus e a biblioteca municipais, «medida que desde sempre inteiramente se impunha, quer como condigna libertação e merecido aproveitamento do mais belo imóvel da nossa cidade, quer como indispensável acautelamento e exposição de autênticos valores que, se não estavam nem estão propriamente na eminêncía de para todo o sempre se perderem - como já com manifesto exagero temos visto escrito-, estão infinitamente longe de se mostrarem resguardados e apresentados como deviam estar e o seu próprio valor e a nossa mentalidade colectiva inteiramente impõem.» Em 29 de Maio de 1960, o jornal Noticías do Algarve reportou que no dia 12 de Junho iria ser organizada uma visita às obras de reintegração e restauro do convento, no âmbito do programa das comemorações henriquinas no Algarve. Em 4 de Março de 1969, realizou-se uma sessão solene no Convento de Nossa Senhora da Assunção para comemorar as bodas de diamante do Museu Arqueológico Infante D. Henrique, que estava então instalado na Capela de Santo António dos Capuchos. Nesse período, o convento ainda estava em obras de restauro, com a finalidade de mudar para ali o museu arqueólogo. O processo de transferência foi concluído em 1973. Em 1981 o painel de mosaicos do Deus Oceano foi transferido para o museu arqueológico, onde foi instalado numa sala própria, processo que foi conduzido por José António Pinheiro e Rosa.
Em 1998 iniciaram-se obras para a reinstalação de um dos núcleos do Museu Municipal, obra que se prolongou até à década de 2000.

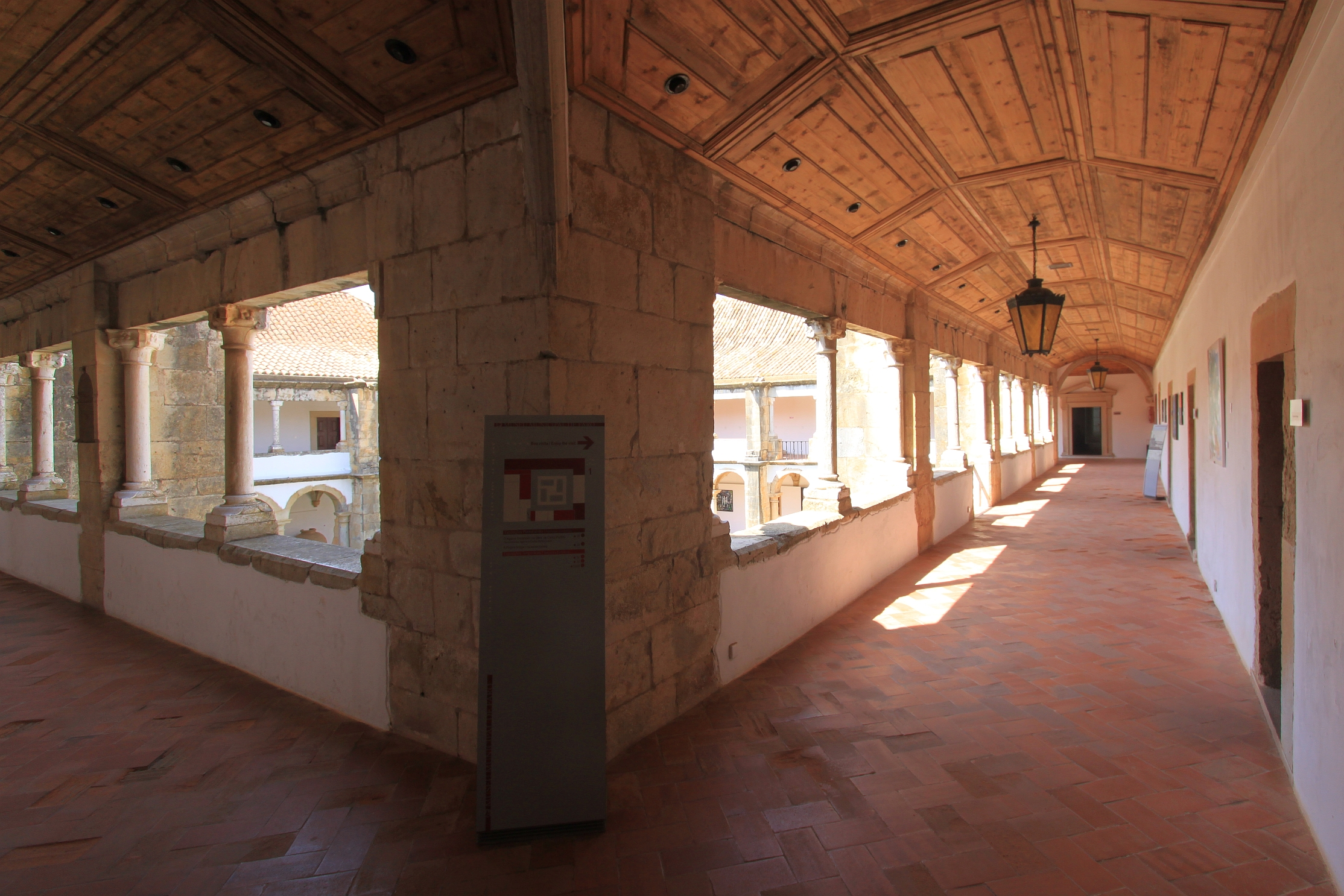
Piso superior do claustro.

### Século XXI
Em 2013 a sala onde se encontra o mosaico do Deus Oceano foi alvo de obras de remodelação, tendo sido reaberta em 12 de Abril de 2014. Em 3 de Maio de 2018, aquele painel de mosaicos foi classificado como de Interesse Nacional pelo Conselho de Ministros, na sequência de uma proposta da Câmara Municipal de Faro.
Em princípios de 2024, iniciou-se a empreitada para a melhoria das acessibilidades e das condições de trabalho no museu, que incluiu a instalação de um elevador de acesso ao primeiro andar, trabalhos de repavimentação, que incidiram principalmente sobre o claustro, e a construção de rampas ou alteração dos pavimentos nos acessos às salas. Foram igualmente criados novos espaços oficinais para o serviço de restauro, no sentido de melhorar as condições dos trabalhadores. Para esta intervenção foi necessário encerrar o museu ao público, tendo reaberto em 15 de Agosto de 2024. Nessa época já se tinham iniciado os trabalhos de requalificação de um antigo armazém nas imediações do museu, para o qual iriam ser serviços de conservação e restauro, que então estavam a operar numa sala junto ao claustro, sem espaço suficiente para permitir a expansão das operações.

## Leitura recomendada
- LAMEIRA, Francisco I. C. (1995). Faro Edificações Notáveis. Faro: Câmara Municipal de Faro
- PAULA, Rio M.; PAULA, Frederico (1993). Faro - Evolução Urbana e Património. Faro: Câmara Municipal de Faro